# Закум
24°58′29″ пн. ш. 53°40′47″ сх. д. / 24.97472222° пн. ш. 53.67972222° сх. д.Закум — одне з найбільших газо-нафтових родовищ світу. Розташоване в акваторії Перської затоки, ОАЕ (Нафтогазоносний басейн Перської затоки ).

## Історія
Відкрите в 1964, розробляється з 1973.

## Характеристика
Початкові запаси нафти 2137 млн т (1999) приурочені до антиклінальної складки розміром 20х30 км. Нафтоносні вапняки ниж. крейди на глиб. 2150—2800 м. Поклади пластові склепінчасті. Крім того, газ виявлений в пермських відкладах на глиб. 5000-5200 м. Колектор порово-тріщинний. Густина нафти 840—855 кг/м3; вміст S 1,5-2 %. Газ з високим змістом N, СО2 і H2S.

## Технологія розробки. Сучасний стан
Експлуатуються бл. 60 фонтануючих свердловин.
Станом на 2004 р. морське родовище Верхній и Нижній Закум вважається одним з найбільших у світі з підтвердженими запасами нафти 10 млрд барелів. Сумарний видобуток досягає 1 млн бар/добу.
Компанією Abu Dhabi Marine Operatng Co. (Adma-Opco) реалізується проект закачування газу в родовище Закум (The Zakum Crestal Gas Injection Project), який спрямований на підвищення нафтовіддачі продуктивних пластів родовища Закум. Проект передбачає закачування газу з родовища Умм-Шайф. У 2002 р. був укладений 10-км трубопровід до інжекційної платформи для закачування газу.